# Shekār Esţalkh
Shekār Esţalkh är en ort i Iran.   Den ligger i provinsen Gilan, i den nordvästra delen av landet, 240 km nordväst om huvudstaden Teheran. Antalet invånare är 430.
Terrängen runt Shekār Esţalkh är mycket platt. Runt Shekār Esţalkh är det tätbefolkat, med 659 invånare per kvadratkilometer. Närmaste större samhälle är Rasht, 6,6 km sydväst om Shekār Esţalkh. Runt Shekār Esţalkh är det i huvudsak tätbebyggt.